# Cymothoa limbata
Cymothoa limbata is een pissebed uit de familie Cymothoidae. De wetenschappelijke naam van de soort is voor het eerst geldig gepubliceerd in 1884 door Schioedte & Meinert.